# Imielno (województwo świętokrzyskie)
Imielno – wieś w Polsce położona w województwie świętokrzyskim, w powiecie jędrzejowskim, w gminie Imielno.
| SIMC    | Nazwa    | Rodzaj    |
| ------- | -------- | --------- |
| 0239592 | Okupniki | część wsi |
| 0239600 | Żabiniec | część wsi |

Do 1954 roku siedziba gminy Mierzwin. W latach 1975–1998 miejscowość administracyjnie należała do województwa kieleckiego.
Miejscowość jest siedzibą gminy Imielno.
W miejscowości działa klub piłki nożnej, GKS Imielno, założony w 2016 roku.

## Historia
Według Jana Długosza wieś w XV w. była własnością rodu Różyców.
W XIX w. funkcjonowała tu gorzelnia, która w 1876 r. wyprodukowała 13 842 wiader. W 1827 r. Imielno miało 22 domy i 96 mieszkańców.

## Kościół
Kościół pw. św. Mikołaja z I poł. XIII wieku, murowany, przebudowywany w XV i XVII wieku, obecnie w stylu romańskim z elementami gotyckimi i barokowymi. Główny ołtarz barokowy z 1 połowy XVIII wieku. W środku epitafia z XVI-XIX w. Kościół wraz z dzwonnicą został wpisany do rejestru zabytków nieruchomych (nr rej.: A.89/1-2 z 11.02.1967).